# Stephen Halaiko
Stephen Halaiko   (Auburn, 27 de desembre de 1908 - 6 de febrer de 2001) va ser un boxejador estatunidenc que va competir entre les dècades de 1920 i 1940.
El 1928 va prendre part en els Jocs Olímpics d'Amsterdam, on guanyà la medalla de plata de la categoria del pes lleuger, en perdre la final contra Carlo Orlandi.
Com a professional, entre 1929 i 1943, va disputar 130 combats, amb un balanç de 81 victòries, 38 derrotes i 11 combats nuls.